# موزه ارامنه تبریز
موزه ارامنه تبریز یا موزه کلیساهای خلیفه گری ارامنه آذربایجان که تحت نظارت خلیفه‌گری ارامنهٔ آذربایجان اداره می‌شود، یکی از موزه‌های محوری شهر تبریز است که در میدان نماز و در محل کلیسای مریم مقدس مستقر شده‌است. در این موزه انواع کتاب‌های چاپی چاپی و خطی تاریخی به زبان‌های ارمنی، فارسی و عربی نگه‌داری می‌شوند.
۳۵ جلد از کتاب‌های خطی موزهٔ ارامنه که بر روی پوست آهو نگاشته شده‌اند، به زبان ارمنی بوده و در قالب خط عبری نوشته شده‌اند. هم‌چنین کتاب‌های مهم و تاریخی نظیر ذخیرهٔ خوارزمشاهی، خمسهٔ نظامی، معراج‌النبوه و ترجمهٔ کتاب مقدس به زبان ارمنی در این موزه موردحفاظت قرار گرفته‌اند.
صندلی منبت‌کاری که در سال ۱۷۲۸ در ارمنستان برای اسقف اعظم کلیسای صلیب مقدس واقع در جزیره آختامار در دریاچه وان، ساخته شد و طی حوادث سال‌های ۱۸۹۵ همراه عصای اسقف اعظم و ناقوس سوراخ سوراخ کلیسای مذکور به خلیفه گری تبریز منتقل شد. تاریخ ساخت این عصا سال ۱۸۲۵ و تاریخ ساخت ناقوس ۱۸۳۱ است. تاج‌ها، نشان‌ها و صلیب‌های متعددی نیز در دوران وقوع این حوادث به تبریز انتقال یافت. شمعدان‌های بزرگ کلیساهای استفانوس مقدس و قره کلیسا و زنگ بزرگ و در خاتم این کلیسا نیز به تبریز منتقل شد.